# باكين (سلسلة ويب)
باكين هو مسلسل ويب كوميدي بث على شبكة الإنترنت من كتابة وإنتاج وإخراج وبطولة مارسيل كويتشي وموريل بلانش. تم نشر الحلقة الأولية على موقع يوتيوب في يوليو 2017.
مكنت الحلقة التجريبية للسلسلة على اليوتيوب من الحصول على عقد بث مع قناة فوكس أفريكا المحلية التي تديرها رولاند كامونيي. · 

## القصة
يركز المسلسل على فتاتين صغيرتين تدعيان «مانديفوا» و «بوبي» والنميمة التي تدور بينهما. تجسد «بوبي» (مارسيل كويتشي) دور فتاة حسود تقترض الملابس من صديقتها مانديفوا (موريل بلانش) لتبدو جميلة في إطار شعبي كوميدي.

## طاقم العمل
- مارسيل كويتشي: «بوبي»
- موريل بلانش - «مانديفوا»
- فانيكو: المغنية البنينية في الحلقة الثانية من الموسم الثاني.
- «مينك»: تمت دعوة مغني الراب الكاميروني لحضور الحلقة 4 من الموسم الثاني بعنوان «عيد الحب».
- ستانلي إينو: مغني الراب الكاميروني في دور داغوبيرت في الحلقة 13 من الموسم الثاني.
- نويل كينمو